# Danes (album)
Danes je debitantski studijski album slovenske pop pevke Nece Falk (na naslovnici je njeno ime navedeno kot "Marjetka Falk - Neca"), izdan leta 1977 pri založbi Helidon.
Album velja za prvo pop ploščo na ozemlju današnje Slovenije in prvi večji album pevke slovenske narodnosti.

## Promocija
Izid albuma sta napovedala videospota za pesmi "On je rekel sonce" (1975) in "Za topoli nekje si ti" (1977). Oba je režiral Rajko Ranfl, prikazujeta pa pevko, ki se sprehaja v naravi.

## Seznam pesmi
Kjer avtor pesmi ni naveden, ni znan.
| Stran A | Stran A                 | Stran A         | Stran A    | Stran A |
| Št.     | Naslov                  | Besedilo        | Glasba     | Dolžina |
| ------- | ----------------------- | --------------- | ---------- | ------- |
| 1.      | „November‟              | Andrej Brvar    | Dečo Žgur  |         |
| 2.      | „Drevo sem‟             | Lučka Falk      | Žgur       |         |
| 3.      | „Danes‟                 | L. Falk         | Žgur       |         |
| 4.      | „Za topoli nekje si ti‟ | Elza Budau      | Jani Golob | 3:27    |
| 5.      | „Tako je zmeraj‟        | Nataša Kastelic | Žgur       |         |

| Stran B | Stran B                     | Stran B        | Stran B      | Stran B |
| Št.     | Naslov                      | Besedilo       | Glasba       | Dolžina |
| ------- | --------------------------- | -------------- | ------------ | ------- |
| 6.      | „On je rekel sonce‟         | Dušan Velkavrh | Žgur         | 3:15    |
| 7.      | „Nimam več toliko rok‟      | Branko Šömen   | Žgur         |         |
| 8.      | „Dolgo že tečem med hrasti‟ | Šömen          | Bojan Adamič |         |
| 9.      | „To jutro‟                  | Brvar          | Golob        |         |

## Zasedba
- Neca Falk — vokal
- Jani Golob, Lado Rebrek — bas kitara
- Ratko Divjak, Mišo Gregorin — bobni
- Bojan Adamič, Jože Privšek, Dečo Žgur — dirigenti
- Jože Pogačnik — flavta
- Alojz Drnovšek, Alojz Čamer, Bogomil Kosi, Boris Markič, Božo Mihelčič, Cirila Demšar, Darinka Stare, Franc Avsenek, Ivanka Kace, Jani Golob, Jože Percl, Jože Šivic, Karel Žužek, Majda Falout, Majda Korban, Marija Planinek, Marko Fabiani, Marta Zupančič, Mirko Kosi, Slavko Zimšek, Stane Demšar, Vili Tanšek, Zdenka Kristl — godala
- Milan Ferlež — kitara
- Silvo Stingl, Ivo Umek — klavir, električni klavir
- Dečo Žgur — produkcija
- Albert Podgornik, Ati Soss, Dušan Veble, Josip Forembacher, Tone Janša, Zoran Komac — saksofoni
- Boris Šurbek, Franc Jagodic — tolkala
- Ladislav Zupančič, Marko Misjak, Pavel Grašič, Petar Ugrin — trobente
- Aleksander Grašič, Alojz Bezgovšek, Franci Puhar, Jože Gjura — tromboni
- Alenka Felicijan-Ivančič, Nada Žgur, Oto Pestner, Palmira Klobas, Simona Sila, Zvezdana Sterle — zbor